# Ouvrage de Latiremont
L'ouvrage de Latiremont est un ouvrage fortifié de la ligne Maginot, situé sur la limite entre les communes d'Ugny et de Baslieux, dans le département français de Meurthe-et-Moselle en région Grand Est.
C'est un gros ouvrage d'artillerie, comptant huit blocs. Construit à partir de 1931, il a été épargné par les combats de juin 1940.

## Position sur la ligne
Faisant partie du sous-secteur d'Arrancy dans le secteur fortifié de la Crusnes, l'ouvrage de Latiremont, portant l'indicatif A 3, est intégré à la « ligne principale de résistance » entre les casemates d'intervalle de Praucourt (C 8) à l'ouest et de Jalaumont Ouest (C 9) à l'est, à portée de tir des canons du gros ouvrage de Fermont (A 2) plus à l'ouest.

## Description
L'ouvrage est composé en surface de six blocs de combat et de deux blocs d'entrée, avec en souterrain une caserne, une cuisine, des latrines, un poste de secours, des PC, des stocks d'eau, de gazole et de nourriture, des installations de ventilation et de filtrage de l'air, des magasins à munitions (un M 1 et plusieurs M 2) et une usine électrique, le tout relié par des galeries profondément enterrées. Ces galeries sont construites au minimum à 30 mètres de profondeur pour les protéger des bombardements. L'énergie est fournie par quatre groupes électrogènes, composés chacun d'un moteur Diesel SGCM GVU 33 (fournissant 225 chevaux à 500 tr/min) couplé à un alternateur, complétés par un petit groupe auxiliaire (un moteur CLM 1 PJ 65, de 8 ch à 1 000 tr/min) servant à l'éclairage d'urgence de l'usine et au démarrage pneumatique des gros diesels. Le refroidissement des moteurs se fait par circulation d'eau.
La CORF avait prévu en 2e cycle deux autres tourelles d'artillerie, une pour lance-bombes de 135 mm et l'autre pour canons de 75 mm.
Le bloc 1 est une casemate cuirassée d'infanterie, armé avec deux cloches JM (jumelage de mitrailleuses) et une cloche GFM (guetteur et fusil mitrailleur).
Le bloc 2 est un bloc d'infanterie et même temps qu'un bloc d'observation, avec une tourelle de mitrailleuses, une cloche JM, une cloche GFM et une cloche VDP (vision directe et périscopique, indicatif O 5).
Le bloc 3 est un bloc-tourelle d'infanterie avec une tourelle de mitrailleuses et une cloche GFM.
Le bloc 4 est un bloc mixte servant de casemate d'infanterie en même temps que de bloc d'artillerie. Il est armé avec une tourelle pour mortier de 81 mm, un créneau mixte pour JM/AC 47 (jumelage de mitrailleuses et canon antichar de 47 mm), un autre créneau pour JM et une cloche GFM.
Le bloc 5 est une casemate d'artillerie flanquant vers l'est, avec trois créneaux pour canons de 75 mm modèle 1932, deux cloches GFM et une cloche LG (lance-grenades).
Le bloc 6 est une casemate d'artillerie flanquant vers l'ouest, avec trois créneaux pour canons 75 mm modèle 1932 et deux cloches GFM.

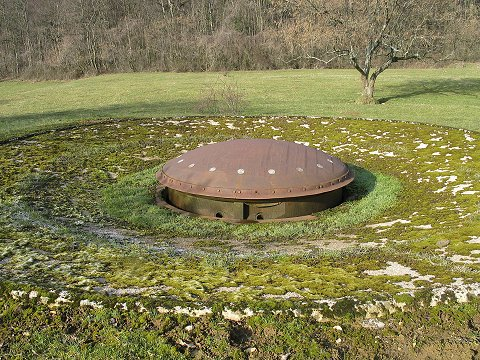
Tourelle de 81 mm du bloc 4 à moitié en batterie.
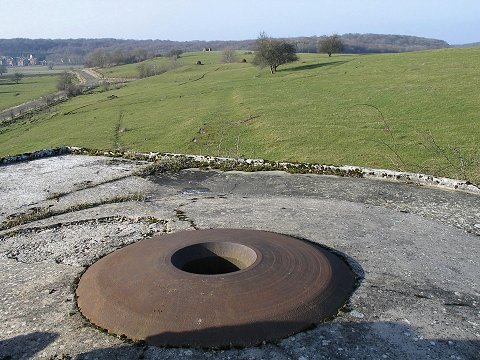
Une des cloches lance-grenades de l'ouvrage.

L'entrée des munitions est une entrée en puits, armée avec un créneau mixte pour JM/AC 47 et deux cloches GFM.
L'entrée des hommes est en puits, armée avec un créneau mixte pour JM/AC 47, une cloche GFM et une cloche lance-grenades.

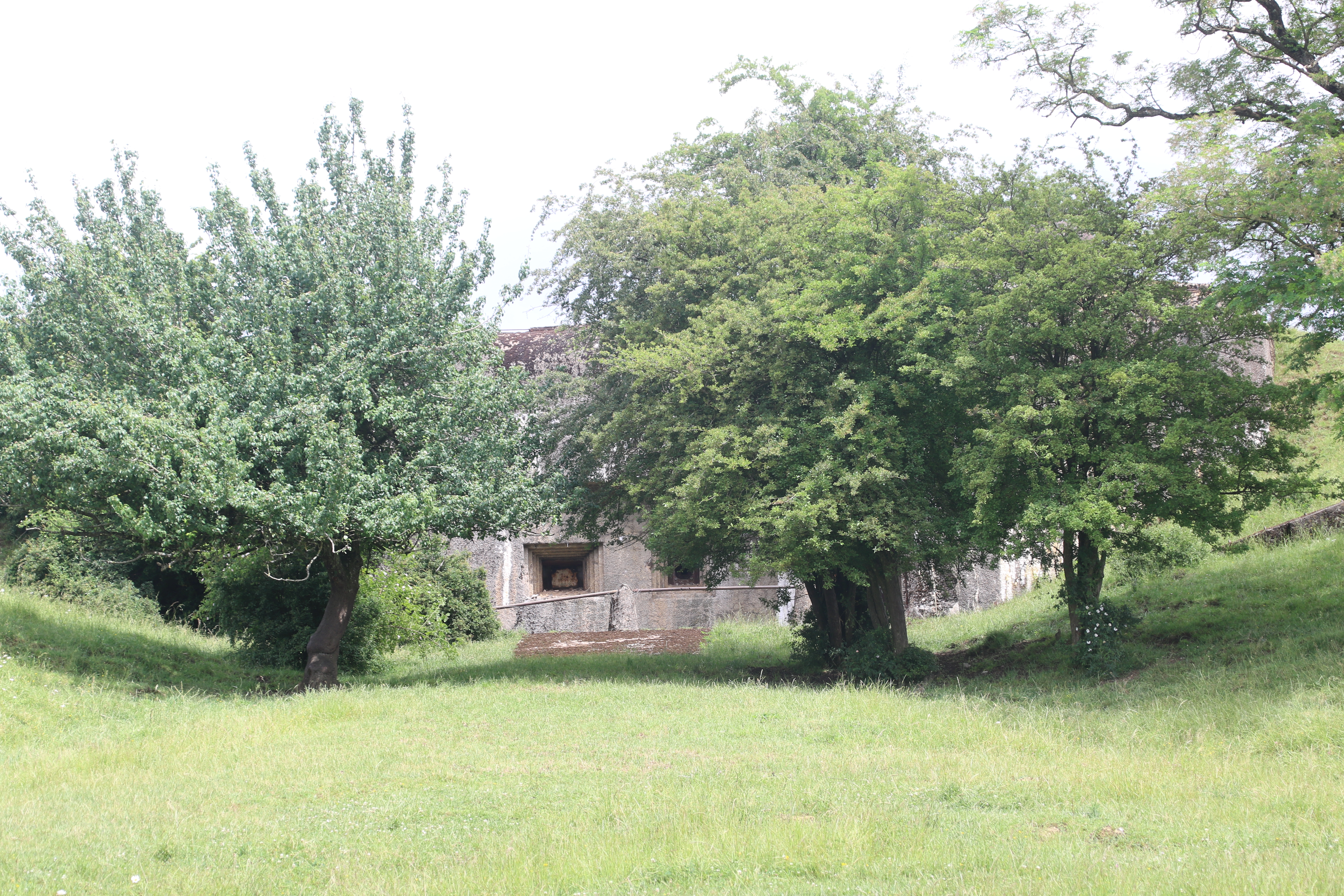
Entrée des hommes.
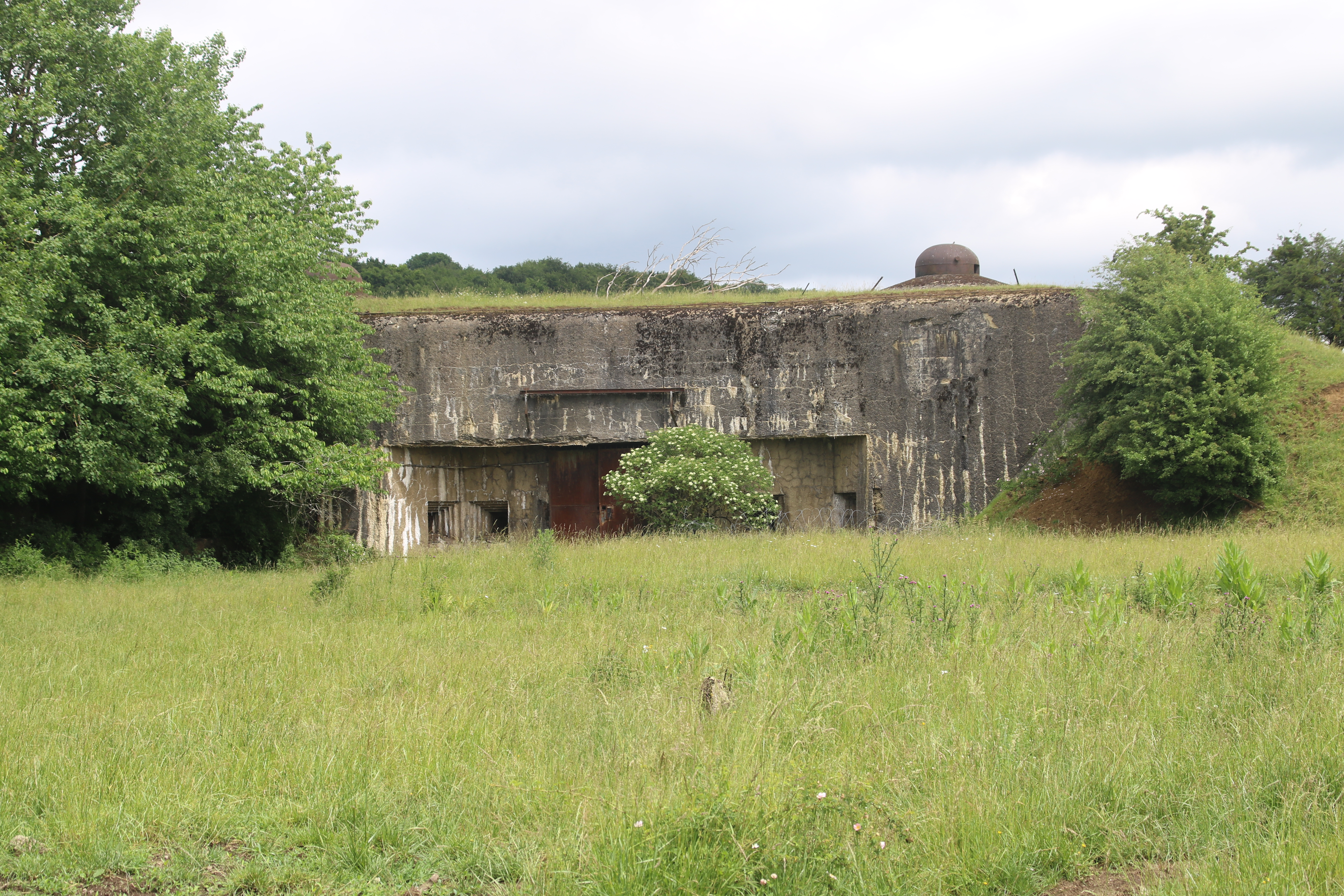
Entrée des munitions.
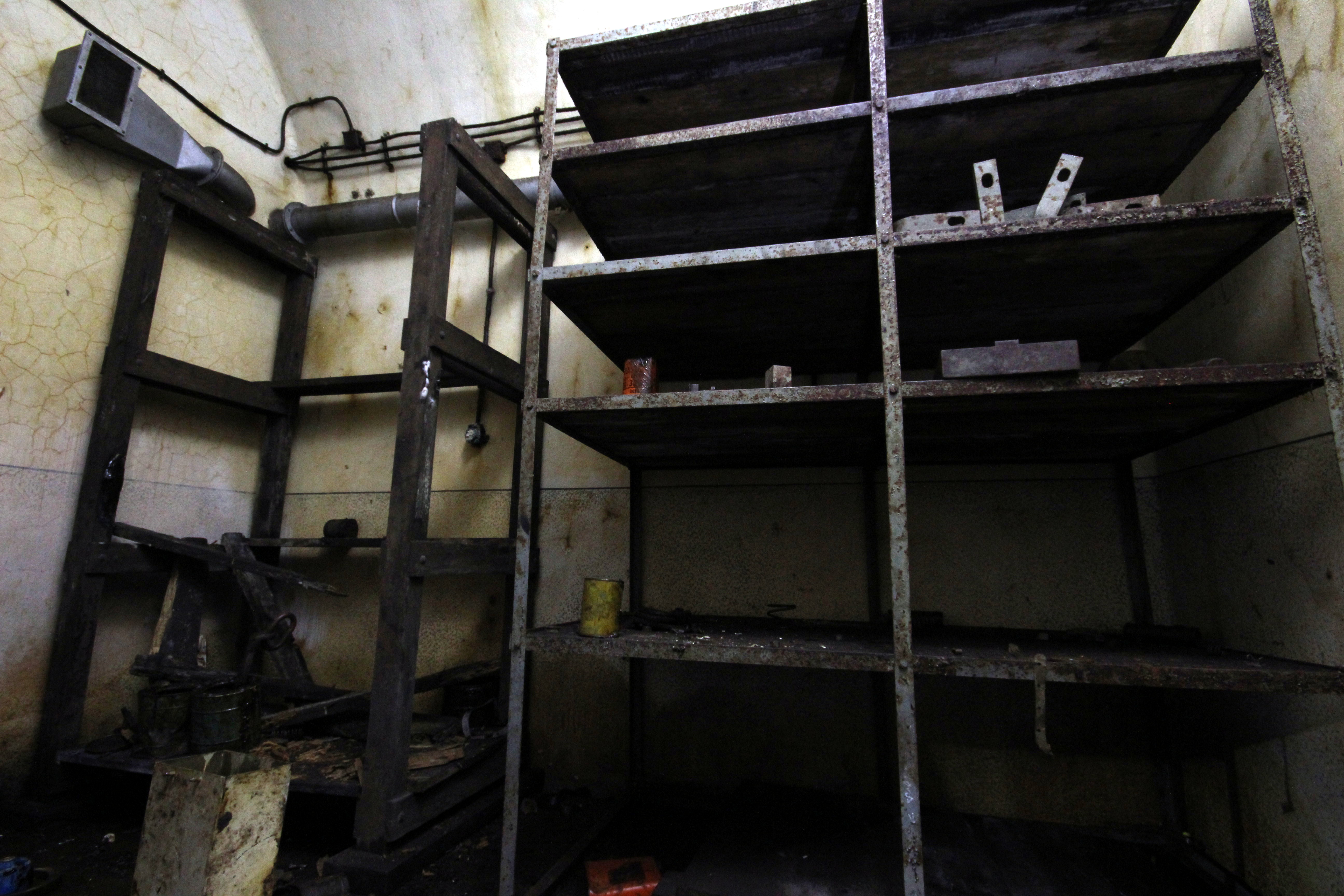

## Histoire
À l'origine, la colline de la Tiremont était un point stratégique d'observation offrant une vue sur les plaines alentour (le sommet est à 398 mètres). Elle avait d'ailleurs été occupée par l'armée française pendant la Grande Guerre, y ayant fait creuser des réseaux de tranchées et autres souterrains (abris, couchettes, etc.) ; ces aménagements sont d'ailleurs encore visibles aujourd'hui même recouverts sous la végétation ; le site étant aujourd'hui une vaste forêt d'où l'appellation actuelle de « bois de Latiremont ».
La position idéale du point fit convaincre l'état-major français d'y faire construire des lignes de fortification lourde dans le cadre du projet de fortification des frontières Nord et Nord-est (Ligne Maginot) Les travaux de construction durèrent de 1931 à 1935.  
À noter que l'ensemble de la forêt est classé terrain militaire et donc interdite d'accès.
Le commandant en second était l'abbé Klein, originaire de Thiaucourt.